# 和泉明日香
和泉 明日香（いずみ あすか、2月7日 - ）は、日本の漫画家。東京都出身。血液型はA型。
2003年、「テイオンヤケド。」で白泉社第131回LMSララまんが家スカウトコース・ベストルーキー賞を受賞。同年、「トカゲ王子」で第33回LMGフレッシュデビュー賞を受賞し、『LaLa DX』(白泉社)9月号に掲載されデビュー。当初は読み切りであったが、読者の好評を受け、2004年より連載化。これにより第29回白泉社アテナ新人大賞デビュー優秀者賞を受賞した。その後、同誌や『LaLa』に、「ヒメギミの作り方」をはじめとする読切・連載作品を掲載し活躍中。

## 主な作品
- テイオンヤケド。 (2003年、『LaLa DX』) - 読切作品。『トカゲ王子』に収録
- トカゲ王子 (2003-2005年、『LaLa DX』・『LaLa』) - 単行本全2巻 (2004年 - 2005年、白泉社)
- 非常識バニー (2003年、『LaLa DX』) - 読切作品。『トカゲ王子』に収録。
- 雪解けの熱 (2004年、『LaLa DX)
- しにがみのバラッド。 (2005-2007年、『LaLa』・『LaLa DX』) - 原作はハセガワケイスケ。単行本全3巻 (2006年 - 2007年、白泉社)
- ヒメギミの作り方 (2007年 - 2008年、『LaLa DX』) - 単行本全2巻 (2008年、白泉社)
- 黒猫ガーディアン (2007年、『LaLa DX』) - 読切作品。『ヒメギミの作り方』に収録。